# Recale
Recale är en ort och kommun i provinsen Caserta i regionen Kampanien i Italien. Kommunen hade 7 710 invånare (2017).